# فيكتور جوي واي
فيكتور جوي واي (من مواليد 10 مارس 1945) هو سياسي من بيرو. شغل منصب عضو الكونغرس، والعديد من الوزارات خلال إدارة ألبرتو فوجيموري.

## الحياة السياسية
وُلدت جوي واي في هوانوكو، وكانت عضوًا في كل من المؤتمر الدستوري الديمقراطي وكونغرس الجمهورية. شغل منصب رئيس الكونغرس لفترتين غير متتاليتين من 1996 إلى 1997، ومن 1998 إلى 1999. كما شغل منصب رئيس وزراء بيرو ووزير الاقتصاد والمالية من يناير 1999 إلى أكتوبر 1999. جوي واي كان أول رئيس وزراء لبيرو من أصل بيروفي صيني. تحت إدارة جوي واي تغلب الكونجرس البيروفي على صراعات دولية مهمة، بما في ذلك اتفاقية السلام الشاملة والنهائية بين بيرو والإكوادور في عام 1998. وضع هذا الاتفاق نهاية لأكثر من 150 عامًا من الصراع على حدود الأمازون. في عام 1997 شارك فيكتور بنجاح في عملية إنقاذ الرهائن في السفارة اليابانية في بيرو. في عام 2000 تم ترشيحه كـ «رائد أعمال القرن» من قبل الجامعة الوطنية للهندسة بالتنسيق مع الاتحاد البيروفي للمؤسسات الخاصة، لمساهمته في تنمية الأمة.
خلال مسيرته السياسية، تم تكريم جوي بالعديد من الجوائز التقديرية والرسمية. في عام 1997 أشار رئيس جمهورية الصين الشعبية جيانغ زيمين إلى جوي واي على أنه «صديق قديم للشعب الصيني» أثناء زيارته لبكين. في عام 2008 تلق جوي وسام غراند ماستر لجمهورية البرازيل الذي منحه له رئيس البرازيل، تلاه وسام غراند ماستر لجمهورية بوليفيا التي منحها الرئيس إيفو موراليس. كما تم تكريمه بأعلى وسام لكونغرس جمهورية بيرو.